# タタフィン隕石
タタフィン隕石（タタフィンいんせき、Tatahouine meteorite）は、1931年6月27日現地時間午前1時半にチュニジアのタタウイヌから北東4キロメートルの地点で火球が爆発し、小さな破片となって降り注いだ隕石である。
ベドウィンたちに回収された隕石はフランスの国立自然史博物館に送られて分析された。
石質隕石のダイオジェナイトに分類される。総重量は12キログラムと少ない。

## 小惑星ベスタ起源
タタフィン隕石は、小惑星ベスタのマントルが起源と考えられている貴重な隕石で、小惑星ベスタ形成後10億年頃、ベスタの南極にある460キロメートルのクレーター「レアシルヴィア」が形成された際に放出されたマントル物質の破片のひとつがタタフィン隕石と考えられている。小惑星ベスタ起源という珍しいもので落下が目撃された貴重な隕石である。比重3.3

## スター・ウォーズ
この隕石の落下地点、タタウイヌは映画『スター・ウォーズ』に影響を与えた。映画はチュニジアの砂漠で撮影され、タトゥイーンという作品の舞台の名前にも影響を与えている。